# 시크릿 서클
《시크릿 서클》(The Secret Circle)은 미국 The CW의 텔레비전 시리즈다. 시크릿 서클은 L.J.스미스의 시크릿 서클(The Secret Circle)을 원작으로 앤드루 밀러가 연출했다.
2011년 9월 15일부터 2012년 5월 10일까지 방송되었고 시즌 1(총 22화) 끝으로 캔슬 되었다.

## 소개 및 시놉시스
주인공 캐시 블레이크(Cassie Blake)는 방화로 인해 어머니(아멜리아 블레이크)가 죽자 워싱턴의 항구마을 찬스 하버(Chance Harbor)에 있는 외할머니와 같이 지내게 된다.
새로운 고등학교에 전학을 온 캐시는 새로운 친구들인 다이아나, 아담, 페이, 멜리사, 닉을 만나게 된다. 그리고 그들에게 자기가 마녀라는 말도 안되는 말을 듣게 되는데...

## 출연자
- 브릿 로버트슨 - 캐시 블레이크
- 토머스 데커 - 아담 코넌트
- 셸리 헤니그 - 다이아나 미드
- 피비 통킨 - 페이 채임벌린
- 제시카 파커 케네디 - 멜리사
- 루이스 헌터 - 닉 암스트롱